# うるきゅー
『うるきゅー』は、秋元奈美による日本の少女漫画作品。講談社「なかよし」にて1999年6月号から2003年7月号まで連載された。

## あらすじ
卯月あみは、どこにでもいるごく普通の女子高生。素敵な彼氏を幼馴染・黒澤のあより先にゲットするために日々戦っていた。
そんな時、あみとのあは岡崎多聞とトモヒロいう素敵な彼氏がそれぞれ出来たのだが……。

## 登場人物
卯月あみ
本作の主人公。スポーツ万能の元気少女。幼馴染・のあと一緒に素敵な彼氏を作るのが目標。細身だが大食漢。大好物は、超大盛り激辛ニンニクラーメン。
黒沢のあ
あみの幼馴染にして恋のライバル。色黒でスタイル抜群。成績優秀だが、スポーツは苦手。ポエムを書くのが趣味。
岡崎多聞
あみの彼氏。恋愛はゲームと言っていたが、あみと付き合いだしてからは次第に本気になる。サーフィンなどのマリンスポーツを好む。
中津川トモヒロ
のあの彼氏。成績優秀、クールな魅力を持つ。多聞と仲がいいが、過去に彼女を多聞に奪われている。
月島ミカ
女学院に通うお嬢様。多聞の元彼女で、多聞とよりを戻そうとしたが失恋。あみと多聞の邪魔をする。
月島カイ
ミカの従兄弟。カメラマン志望のお坊ちゃま。ミカに協力するためにあみに近づいたが、本気になり失恋。
宮村
あみとのあの元塾講師。田之倉学園の初代男子生徒。通称：みやむ・チャッキー。